# Ángel Teruel
 Ángel Teruel Peñalver couramment appelé « Ángel Teruel» né à Madrid le 20 février 1950, et mort le 17 décembre 2021, est un matador espagnol retiré des arènes. On[Qui ?] l'a considéré comme l'héritier spirituel de Luis Miguel Dominguín.

## Présentation
Son père était maçon, puis colporteur de bijoux dans les foires. Il engageait ses fils à faire des études. Ce qu'Ángel accepta jusqu'au cycle secondaire. Ensuite il s'essaya à la tauromachie, comme son frère aîné Pepe, qui, blessé alors qu'il n'était encore que novillero, termina sa carrière comme banderillero. Très vite, Ángel attira l'attention de Domingo Dominguín qui le forma. Ángel était si doué qu'il reçut l'alternative après seulement dix huit novilladas piquées, en 1967. Entre-temps il s'était exercé à combattre à portes fermées chez les frères Dominguín. Il n'avait alors que dix sept ans et demi et une étonnante maturité.

## Le style, le succès, les échecs
Son toreo classique lui a valu l'admiration des puristes. Il se distinguait par un grand sens de la lidia, par une maîtrise des bêtes et une aisance peu commune. À cela s'ajoutait un mélange d'inspiration, d'authenticité et de grâce qu'il déployait essentiellement pendant les faenas de muleta jugées parfaites Lors de son alternative, il coupa trois oreilles dans les arènes de Las Ventas et il sortit par la grande porte. Mais malgré ce succès immédiat, et malgré son triomphe à Lima (Pérou), où il obtint le scapulaire d'or un an plus tard, le matador connut une période d'échecs due, entre autres à une flambante histoire d'amour avec une actrice. 
En 1973, il quitta l'arène pour y revenir dès l'année suivante et y connaître de nouveau le succès jusqu'en 1976. Sa carrière fut ensuite jalonnée de très graves blessures dont la plus importante (1981) le handicapa si sérieusement qu'il ne revint le ruedo qu'en 1983. Mais bientôt, les directeurs d'arènes ne s'intéressèrent plus à lui et il mit fin à sa carrière le 18 août 1984 .
Son retour prévu en 1992 n'a jamais eu lieu parce qu'il a été blessé dans un très grave accident de voiture, dont il s'est tiré de justesse. Il a passé des mois à l'hôpital entre la vie et la mort et il a abandonné définitivement l'idée de revenir dans l'arène. Contrairement à beaucoup de matadors, il n'a pas investi son argent dans un élevage de taureaux, mais dans un élevage de cochons : les "patas-negras" qui donnent l'excellent jambon du même nom.

## Admirateurs et détracteurs
Selon Claude Popelin, Teruel a déçu les grands espoirs que son talent avait fait naître. Ses opposants lui reprochaient sa préciosité. Ce que ses admirateurs considéraient au contraire comme de l'élégance. Selon Robert Bérard, Teruel n'a pas eu la place qu'il méritait.

## Carrière
- Débuts en novillada sans picadors le 19 mai 1966 à Carabanchel (Espagne, province de Madrid).
- Débuts en novillada avec picadors à Malaga (Espagne, Andalousie) le 22 janvier 1967 ; novillos de Núñez Moreno de Guerra.
- Alternative à Burgos le 30 juin 1967 ; parrain El Viti, témoin Pedrín Benjumea ; taureaux de Agustina López Flores.
- Confirmation d’alternative à Madrid le 12 mai 1969 ; parrain El Viti, témoin José Fuentes, taureau "Yegriero" de Atanasio Fernández